# 199
199 је била проста година.

## Догађаји
- Месопотамија је подељена на две римске провинције које дели река Еуфрат, Месопотамију и Осроену.
- Цар Септимије Север опседа град-државу Хатру у Централној Месопотамији, али не успева да освоји град упркос пробијању зидина.
- Две нове легије, I Партика и III Партика, формиране су као стални гарнизон.
- Битка код Јиђинга: Кинески војсковођа Јуан Шао побеђује Гонгсун Зана.
- Геодеунг наслеђује Суроа из Геумгвана Гаје, као краља корејског краљевства Гаја.
- Епископ Зефирин наслеђује Виктора I на трону епископа Рима.